# Guerra civil de Surinam
La Guerra civil de Surinam (en neerlandés: Binnenlandse Oorlog, «Guerra del Interior») fue un conflicto bélico librado en el noreste de Surinam, aunque expandiéndose a otras áreas del país, entre los años 1986 y 1992. La guerra fue combatida entre el comando guerrillero Jungle Commando, liderado por Ronnie Brunswijk, cuyos miembros eran originarios del grupo étnico cimarrón, y el ejército nacional comandado por el entonces jefe militar de facto y jefe de Estado Dési Bouterse.

## Antecedentes

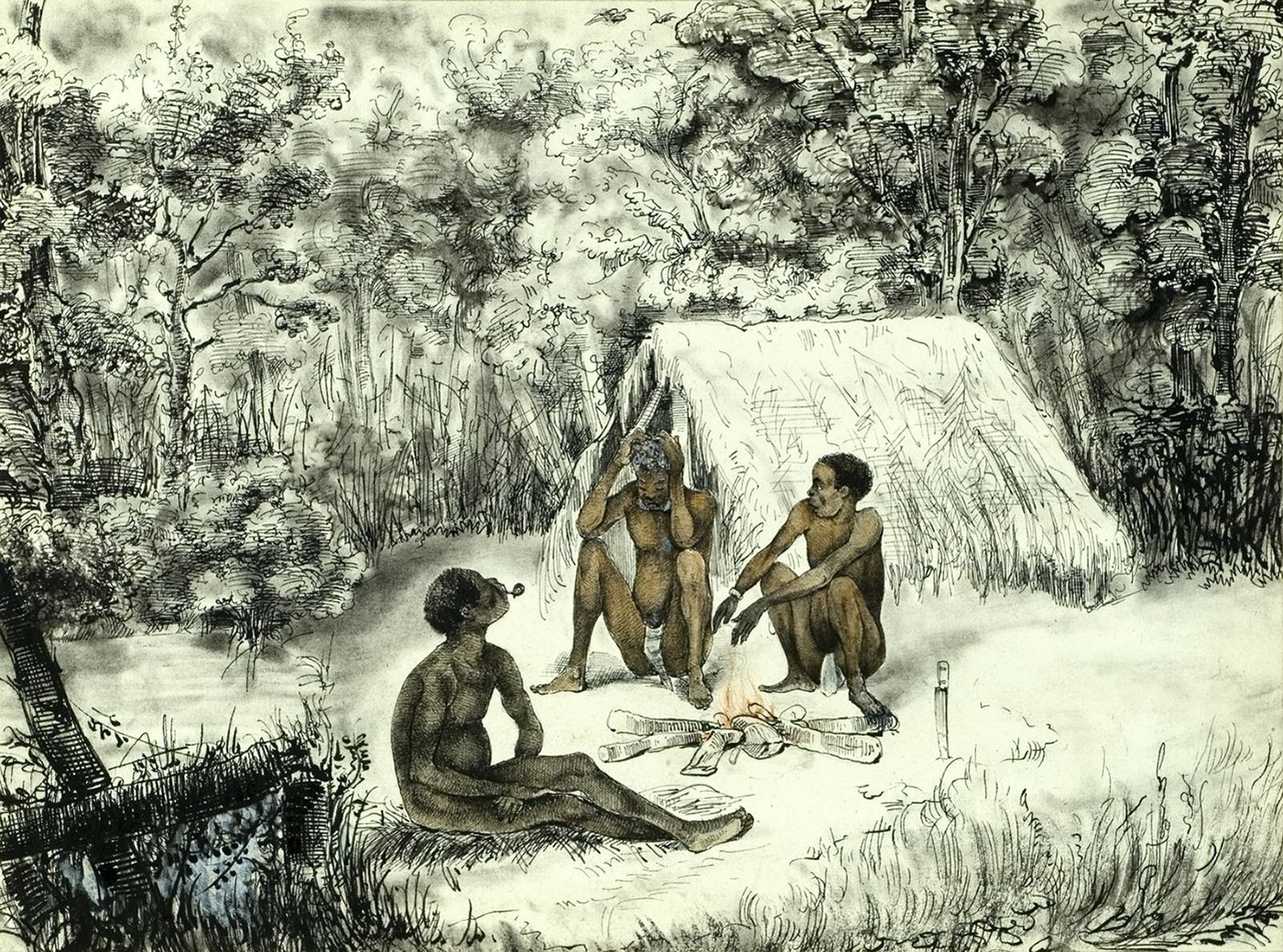
Los negros cimarrones desde la independencia fueron un grupo cultural discriminado y excluido del desarrollo del país.

Surinam tiene una de las poblaciones con mayor diversidad étnica de Sudamérica, con grupos de origen indio oriental, indonesio, chino, europeo, amerindio y africano (criollo y cimarrón). Los ancestros del pueblo cimarrón fueron esclavos africanos que escaparon de la región costera de Surinam entre mediados del siglo XVII y fines del siglo XVIII para formar asentamientos independientes en el interior del país. Establecidos allí, obtuvieron la independencia firmando un tratado de paz con los holandeses en la década de 1760, quienes, al no poder conquistarlos, acordaron permitirles la autonomía dentro del territorio de la Guayana Neerlandesa.
En 1975, Surinam obtuvo su independencia definitiva de los Países Bajos. Dési Bouterse participó en la instauración de un ejército nacional. Cinco años después, en 1980, él y otros quince sargentos condujeron un golpe de Estado en contra del gobierno nacional. Bouterse eventualmente consolidó todo el poder. En 1987, instruyó a la Asamblea Nacional para que se adoptara una nueva constitución que le permitiera continuar como cabeza del ejército, mientras se establecía un gobierno civil bajo su estrecha vigilancia.

## Conflicto

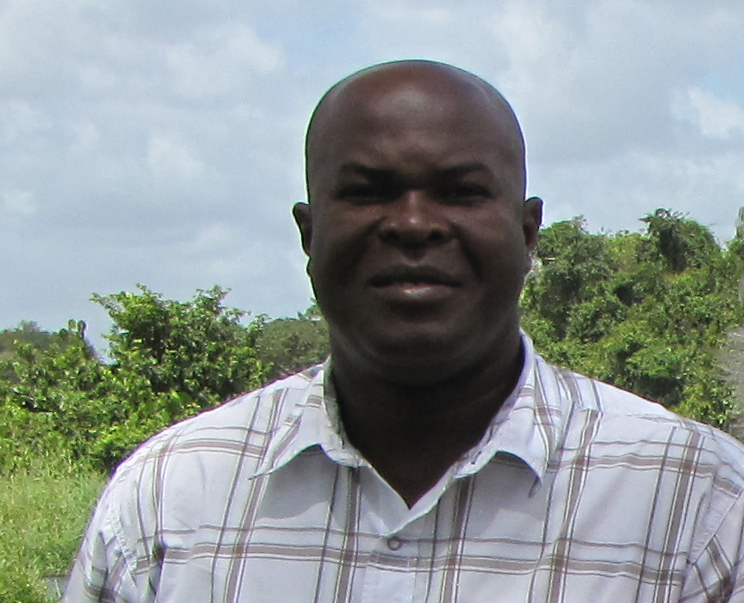
Ronnie Brunswijk uno de los mayores opositores al gobierno del general Dési Bouterse, fue el que creó y lideró a la Jungle Commando.

La guerra comenzó como una disputa personal entre Bouterse y Brunswijk, un cimarrón que había servido como su guardaespaldas personal anteriormente, pero luego alcanzó dimensiones políticas. Brunswijk exigió reformas democráticas, derechos civiles y desarrollo económico para la minoría cimarrona del país.
En noviembre de 1986, las fuerzas militares atacaron Moiwana, pueblo natal de Brunswijk. Masacraron a 39 personas, en su mayoría mujeres y niños. Destruyeron la mayor parte del pueblo, incendiando la casa de Brunswijk y otros. Más de 100 supervivientes huyeron a través de la frontera a la Guayana Francesa.
El 1 de junio de 1989, los rebeldes capturaron la represa de Afobaka, principal planta hidroeléctrica de Surinam, y amenazaron con inundar la capital Paramaribo a menos que el gobierno aceptara negociar. A pesar de las amenazas, los rebeldes se retiraron 36 horas después de las órdenes de Brunswijk.
El 7 de junio de 1989 se celebraron conversaciones en la isla Portal, en Guayana Francesa. Las delegaciones llegaron a un acuerdo sobre una propuesta de propuesta de paz. El gobierno firmó el pacto el 21 de julio de 1989, el que fue aprobado por la Asamblea Nacional el 7 de agosto de 1989. El acuerdo declaró la intención de ambas partes de poner fin a las hostilidades.
En junio de 1989 se firmó un alto al fuego. Un programa de ayuda de emergencia para reconstruir las aldeas cimarronas, el fin del estado de emergencia en la parte oriental del país y el regreso de los refugiados a Surinam figuraban entre las acciones iniciadas por el acuerdo de paz. El gobierno había propuesto que las tropas del Jungle Commando fueran transformadas en una unidad de seguridad, para patrullar el interior del país.
Las violaciones al alto al fuego continuaron después de la tregua sin llegar a convertirse en un conflicto a gran escala, pero en septiembre de 1989, al menos 300 personas habían muerto, numerosas aldeas habían sido destruidas y la minería de  bauxita y aluminio estaban interrumpidas. Se calcula que 7 mil cimarrones huyeron a los campos de refugiados en la Guayana Francesa.
El 19 de marzo de 1991 se celebró una reunión entre representantes en la ciudad minera oriental de Moengo. El gobierno ofreció la integración del Jungle Commando en el Ejército de Surinam, y trabajos para los cimarrones en la prospección minera aurífera y la silvicultura a cambio del desarme completo.
El 27 de marzo de 1991, se celebraron conversaciones finales en la ciudad de Drietabbetje, poniendo efectivamente término al conflicto. A pesar del acuerdo, una serie de oficiales del Jungle Commando residentes en los Países Bajos denunciaron las condiciones y prometieron continuar su lucha armada.

## Crímenes de guerra

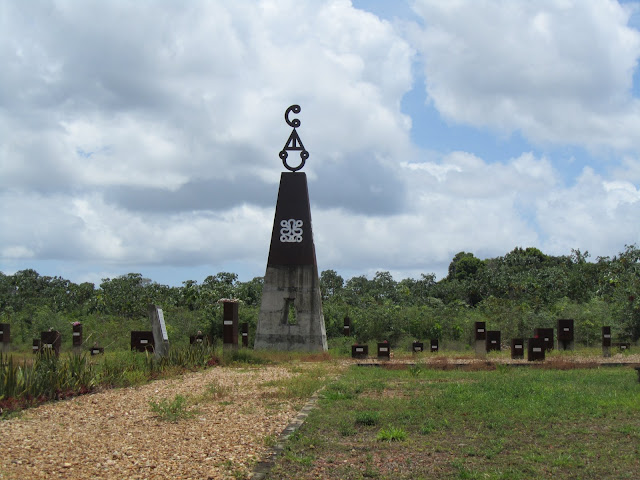
Monumento de Moiwana en Albina, símbolo de las víctimas fallecidas durante y después de la guerra.

El 8 de diciembre de 1982, policías militares secuestraron a 15 hombres de sus camas, la mayoría de ellos civiles, los colocaron en un autobús y luego los asesinaron después de que se presentaron acusaciones de conspiración contra ellos. Las víctimas eran todas miembros de la Asociación para la Democracia de Suriname, un grupo crítico del gobierno militar surinamés. El grupo, según funcionarios del gobierno, era parte de una conspiración que planeaba un golpe de Estado el día de Navidad. Posteriormente, el Estado admitió haber llevado a cabo investigaciones inadecuadas sobre el caso. Una investigación comenzó en 2008, pero a pesar de aceptar su responsabilidad política, Bouterse negó su participación directa en los hechos.
El 29 de noviembre de 1986, el gobierno militar ejecutó a más de 40 personas, incluyendo mujeres y niños, y quemó la aldea de Moiwana. Tres años después del ataque, se emitió una declaración en la que Bouterse asumió la responsabilidad directa de los asesinatos. Como resultado de una investigación de la Comisión Interamericana de Derechos Humanos (CIDH), el gobierno surinamés ofreció una disculpa pública a las familias de las víctimas en 2006, además de pagar una indemnización a los sobrevivientes. Los perpetradores del crimen permanecían impunes hacia 2015.
El 31 de diciembre de 1987, durante una operación de contrainsurgencia en la región de Atjoni, siete civiles cimarrones fueron conducidos en un vehículo militar bajo sospecha de pertenecer al Jungle Commando. Pocos kilómetros más adelante, se les ordenó que cavaran sus propias tumbas. Seis de los cimarrones fueron ejecutados sumariamente mientras que el séptimo murió a causa de lesiones sostenidas mientras intentaba escapar. Una investigación de la CIDH sobre el caso se inició en enero de 1988. El 10 de septiembre de 1993, el tribunal concedió a las familias de las víctimas 450 000 dólares estadounidenses por concepto de daños y perjuicios, y exigió a Surinam que indemnizara a las familias por los gastos ocasionados por la localización de los cuerpos de las víctimas. Una segunda decisión determinó, además, que las reparaciones financieras eran insuficientes, ordenando al Estado que volviera a abrir el dispensario médico de Saramaca y la escuela en el pueblo de las víctimas.